# Чернівецько-Кіцманська єпархія ПЦУ
Чернівецько-Кіцманська єпархія — колишня єпархія ПЦУ на території Чернівецької області. До об'єднавчого собору українських православних церков у 2019 була частиною УПЦ КП.

## Історія
Кіцманська єпархія УПЦ КП була утворена, згідно з рішенням Священного Синоду від 30 вересня 1997 р., в якому говорилося про розділення Чернівецької єпархії на дві єпархії: Чернівецьку та Кіцманську.
Керуючим Чернівецькою єпархією залишився Даниїл (Ковальчук) з титулом митрополит Чернівецький і Буковинський.
До Кіцманської єпархії увійшло 27 парафій, які після парафіяльних зборів більшістю голосів висловили своє бажання належати саме до цієї єпархії.
12 жовтня 1997 року ієромонах Нікон (Калембер), клірик Київської єпархії, хіротонізований на єпископа Кіцманського і Заставнівського за Божественною літургією у Володимирському кафедральному соборі міста Києва та призначений керівником Кіцманської єпархієї.
25 січня 1999 року архієпископ Варлаам (Пилипишин) був призначений архієпископом Кіцманським і Заставнівським, керуючим Кіцманською єпархією.
28 липня 2005 року титул архієпископа Чернівецького і Кіцманського Варлаама (Пилипишина) було змінено на «Чернівецький і Буковинський».
Травень — червень 2006 року, з благословення Патріарха Філарета на Буковині перебували мощі великомучениці Варвари. Безперервним потоком люди йшли поклонитися святині, помолитися за здоров'я рідних. Щодня служилися літургії, акафісти, молебні.
З 3 по 6 жовтня 2008 року Патріарх Київський і всієї Руси-України Філарет взяв участь у святкових заходах з нагоди 600-річчя м. Чернівці, звершував богослужіння, спілкувався з духовенством і вірянинами.
26 листопада 2008 року відбулося засідання Священного Синоду УПЦ КП, на якому було ухвалене рішення скасувати попередню постанову Священного Синоду і надалі титулувати Даниїла (Ковальчука) митрополитом Чернівецьким і Буковинським, а архієпископа Варлаама (Пилипишина) — архієпископом Чернівецьким і Кіцманським.
13 грудня 2009 р. у Патріаршій резиденції під головуванням Святійшого Патріарха Київського і всієї Руси-України Філарета відбулося засідання Священного Синоду УПЦ КП. На ньому було вирішено, що архієпископ Чернівецький і Кіцманський Варлаам (Пилипишин) у зв'язку з тривалою важкою хворобою звільняється від керівництва Кіцманською єпархією та почислений на спокій для лікування. Ієромонах Марк (Гринчевський), клірик Хмельницької єпархії, хіротонізований на єпископа Чернівецького і Кіцманського.
19 грудня 2009 року Марк (Гринчевський), єпископ Чернівецький і Кіцманський, звершив перше богослужіння у м. Чернівцях, в каплиці, поблизу собору Різдва Христового.
8 березня 2013 року Згідно з рішенням Священного Синоду УПЦ КП керуючим Кіцманською єпархією призначений архієпископ Онуфрій (Хаврук).
На 2012 рік Кіцманська єпархія нараховувала понад 30 парафій, відновлено видавництво газети «Православна Буковина», започатковано відділи: місіонерський, інформаційно-видавничий та інші.
2 лютого 2024 рішенням Священного Синоду Православної Церкви України була ліквідована. Парафії колишньої Кіцманської єпархії увійшли до складу Чернівецької єпархії, створеній шляхом об'єднання із усіх трьох єпархій ПЦУ на Буковині.

## Храми єпархії

### Чернівецьке благочиння
Благочинний — протоієрей Василь Угрин
| № | Назва                                | Населений пункт | Настоятель | Примітка |
| - | ------------------------------------ | --------------- | --- | -------- |
| 1 | Кафедральний собор Різдва Христового | м. Чернівці     | Архієпископ Онуфрій (Хаврук) клірики: митр. прот. Борис Яриковський, митр. прот. Іван Кігніцький, протодиякон Юрій Жувак |          |
| 2 | Церква Успення Пресвятої Богородиці  | м. Чернівці     | прот. Василь Угрин | 2010     |
| 3 | Церква св. рівноап. князя Володимира | м. Чернівці     | ієрей Микола Тащук |          |
| 4 | Свято-Троїцька церква                | м. Чернівці     | ієрей Володимир Джезняк                                                                                                  |          |

### Заставнівське благочиння
Благочинний — митр. прот. Димитрій Костащук
| № | Назва                                | Населений пункт | Настоятель                                               | Примітка  |
| - | ------------------------------------ | --------------- | -------------------------------------------------------- | --------- |
| 1 | Церква Перенесення мощей св. Миколая | м. Заставна     | митр. прот. Димитрій Костащук; клірик ієрей Василь Пазюк | 1896-1898 |
| 2 | Церква Покрови Пресвятої Богородиці  | с. Веренчанка   | ієрей Василь Дарвай                                      |           |
| 3 | Церква св. ап. і єв. Івана Богослова | с. Вікно        | ієрей Володимир Загара                                   | 1824-1826 |
| 4 | Церква Успіння Пресвятої богородиці  | с. Кадубівці    | прот. Іван Михайленко                                    |           |
| 5 | Церква Різдва Пресвятої Богородиці   | с. Самушин      | митр. прот. Василь Киюк                                  | 1891-1894 |

### Кіцманське благочиння
Благочинний — митр. прот. Іоан Чокалюк
| №  | Назва                                       | Населений пункт   | Настоятель                  | Примітка  |
| -- | ------------------------------------------- | ----------------- | --------------------------- | --------- |
| 1  | Церква св. Миколая                          | с. Берегомет      | прот. Микола Красовський    | 1786      |
| 2  | Церква Покрови Пресвятої Богородиці         | с. Мамаївці       | митр. прот. Іоан Чокалюк    | 1910      |
| 3  | Церква Успіння Пресвятої Богородиці         | с. Валява         | митр. прот. Андрій Андрухів | 1778      |
| 4  | Церква св. влмч. Юрія Переможця             | с. Виноград       | прот. Михаїл Іліка          | 1999      |
| 5  | Церква Арх. Михаїла                         | с. Драчинці       | митр. прот. Василь Олексюк  | 1946      |
| 6  | Церква св. Миколая Чудотворця               | с. Нижні Станівці |                             | 1808-1810 |
| 7  | Церква Успіння Пресвятої Богородиці         | с. Оршівці        | прот. Роман Сухолиткий      | 2015      |
| 8  | Церква-каплиця Успіння Пресвятої Богородиці | с. Оршівці        | ієрей Іван Турчинський      | 2015      |
| 9  | Церква Покрови Пресвятої Богородиці         | смт Неполоківці   | митр. прот. Роман Маланій   |           |
| 10 | Церква Трьох Святителів                     | с. Суховерхів     | прот. Андрій Яреміїк        | 2014      |

### Вижницьке благочиння
Благочинний — митр. прот. Дмитро Вайпан
| № | Назва                             | Населений пункт   | Настоятель                 | Примітка  |
| - | --------------------------------- | ----------------- | -------------------------- | --------- |
| 1 | Церква св. ап. Петра і Павла      | с. Велике         | митр. прот. Дмитро Пуршега |           |
| 2 | Храм Різдва Пресвятої Богородиці  | с. Карапчів       | прот. Георгій Радуляк      |           |
| 3 | Церква-каплиця Арх. Гавриїла      | с. Лукавці        | ієрей Михайло Горопяк      | 2015      |
| 4 | Церква св. вмч. Іоана Сучавського | с. Мигове         | митр. прот. Дмитро Вайпан  | 1903-1905 |
| 5 | Церква св. пр. Іллі               | с. Долішній Шепіт | прот. Дмитро Кігніцький    | 1991      |
| 6 | Церква св. влмч. Варвари          | с. Лопушна        | прот. Іван Запаринюк       | 1998      |

### Сторожинецьке благочиння
Благочинний — митр. прот. Михаїл Смоляк
| №  | Назва                                 | Населений пункт      | Настоятель                                           | Примітка |
| -- | ------------------------------------- | -------------------- | ---------------------------------------------------- | -------- |
| 1  | Церква Різдва Пресвятої Богородиці    | м. Сторожинець       | митр. прот. Михаїл Смоляк, клірик прот. Сергій Факас |          |
| 2  | Церква св. Миколая                    | с. Годилів           | митр. прот. Василь Хащовий                           | 1927     |
| 3  | Храм Покрови Пресвятої Богородиці     | с. Нова Жадова       | прот. Михаїл Колотило                                | 1895     |
| 4  | Храм Воздвиження Чесного Хреста       | с. Нові Бросківці    | прот. Михайло Бигар                                  |          |
| 5  | Храм Покрови Пресвятої Богородиці     | с. Ясени             | прот. Михайло Бигар                                  |          |
| 6  | Храм св. мч. Валентини Палестиньської | с. Панка             | ієрей Іван Папущак                                   |          |
| 7  | Храм Різдва Пресвятої Богородиці      | с. Банилів-Підгірний | прот. Петро Черепюк                                  |          |
| 8  | Храм св. влмч. Димитрія Солунського   | с. Банилів-Підгірний | прот. Петро Черепюк                                  |          |
| 9  | Храм Успення Пресвятої Богородиці     | с. Бобівці           | митр. прот. Іван Данилюк                             | 1856     |
| 10 | Храм Різдва Івана Предтечі            | с. Бобівці           | митр прот. Іван Данилюк                              |          |

### Хотинське благочиння
Благочинний — митр. прот. Іван Василів
| № | Назва                               | Населений пункт | Настоятель               | Примітка |
| - | ----------------------------------- | --------------- | ------------------------ | -------- |
| 1 | Храм св. влмч. Димитрія Солунського | с. Ширівці      | митр. прот. Іван Василів | 2000     |

## Монастирі єпархії
Свято-Прокопіївський жіночий монастир с. Лекечі Вижницький р-н. Настоятелька монахиня Філофея (Урванець)